# 麻风病
麻風病（lepriasis）或麻风，是漢生病（Hansen's disease）或汉森病的俗称，由麻风分枝杆菌或瀰漫型麻風分枝桿菌所引起的慢性接触性傳染病。主要累及皮肤和外周神经，表现为红斑、斑块、结节、溃疡、眉毛脱落、狮面征、关节畸形、神经粗大及局部感觉消失等。
麻風源自中醫病名，“麻”是指皮膚感覺麻木，為病徵；“風”是指風邪，為病因。麻風古代有許多異名：麻瘋、痲瘋、癩病、癘風、大風等等。
麻風主要經由飛沫傳染但傳染性並不強。感染初期並不會出現症狀，潛伏期可達5至20年。該疾病會在神經系統、呼吸道、皮膚與眼部出現肉芽腫。這會導致病患失去痛覺感知的能力，造成四肢因反覆受傷而需部分截肢。也可能出現虛弱與視力變差的症狀。
視不同的細菌數量，麻風病可分為兩種主要的類型：少菌型（paucibacillary）與多菌型（multibacillary）。兩個類型主要是由皮膚感覺遲鈍甚至消失的白色斑塊病變數量來分，少於五個病變稱為少菌型，多於五個則是多菌型。確診麻風病的方式有二：一是在皮膚切片下找到耐酸性染色陽性菌；二是以聚合酶連鎖反應偵測細菌DNA的存在。麻風病的感染者多為經濟狀況不佳者，並多以飛沫傳染的途徑傳播。此病傳染性並不高。
麻風病經治療後可痊癒。針對少菌型麻風病的治療是服用二氨基二苯砜（dapsone） 及利福平（rifampin）六個月。而多菌型麻風病的治療則包括12個月利福平、二氨基二苯砜及氨苯吩嗪的療程。這些治療藥物由世界衛生組織免費提供。此外，也有其他的抗生素能被用來治療麻風病。據統計，2012年全球有189,000位慢性個案及230,000的新個案。慢性個案的數量較1980年代的五百多萬已下降 。大多數的新個案都發生在16個國家，而印度的個案數佔了其中的一半。在過去20年中，有1,600萬的麻風病患者自疾病中痊癒。
麻風病影響了人類數千年。該疾病的英文名稱起源於拉丁文的，意義為「鱗片」。而漢生病（Hansen's disease）的名稱則是起源於內科醫師格哈德·阿瑪爾·漢生。在部份國家會將病患隔離於漢生病療養院，如印度隔離了超過1,000人，中國數百人，非洲大陸也有隔離病患的情形。然而，大部分的療養院皆已關閉。麻風病在歷史上常受到社會歧視，而這也是該疾病無法自我通報與早期治療的一個障礙。1954年開始，為了讓麻風病患受到重視，將每年的1月26日或離此日最近的星期天定為世界防治麻風病日。

## 歷史

### 發現史
這種病菌從公元前1000年古埃及發現出第一例麻風病的證實，痲瘋病記載出現在公元前600年的印度宗教典籍中，描述了病人手指和腳趾喪失感覺的症狀。當時的病人往往受到殘酷對待，被遺棄在荒野中任其生滅，甚至被活活燒死。《秦律》規定：“癘者有罪，定殺。或曰生埋……”。麻風病自古是绝症，1873年，挪威醫師格哈德·阿瑪爾·韓森（Gerhard Henrik Armauer Hansen, 1841～1912）发现麻风分枝杆菌，終於了解麻风是一种传染病。一直到了1940年代，抗生素問世後，麻風病方得以治癒。然而，至今為止，世界上一些醫藥貧困的地區依然有痲瘋病在流傳。

### 中国歷史的情况
麻風病在古中国肆虐超過二千年。孔子弟子冉伯牛可能患有麻風病，孔子曾赴冉伯牛家探望，但只能站在窗外握著他的手。《黃帝內經·素問·長刺節論》記載：“病大風，骨節重，鬚眉墮，名曰大風。刺肌肉為故，汗出百日，刺骨髓，汗出百日，凡二百日，鬚眉生而止鍼。”。秦代出現了收容癘病的“癘遷所”，曹参曾孙曹時娶平阳公主為妻，後因患麻風回封地休养，平阳公主改嫁大将军卫青。隋代曾设立癘人坊专门收容、隔離痲瘋病人並治療。初唐四傑之一的盧照鄰任益州新都（今属四川）尉时染上麻風之疾，辭職北返，從此“羸卧不起，行已十年”，咸亨四年（673），在长安养病，他曾向孫思邈索取治療藥方，孙思邈是當時治療麻風病的专家，“尝手疗六百余人，瘥者十分有一，莫不一一亲自抚养”。调露二年（680年）前后，盧照鄰無法忍受痛苦，投河自殺。宋朝《太平圣惠方》最早使用“麻风”一词。書籍方面，《丹溪心法》中提出了一种名為大风子的药物，稱可治療麻風；明朝《解围元薮》則是一本針對麻風的专著。

## 临床特征

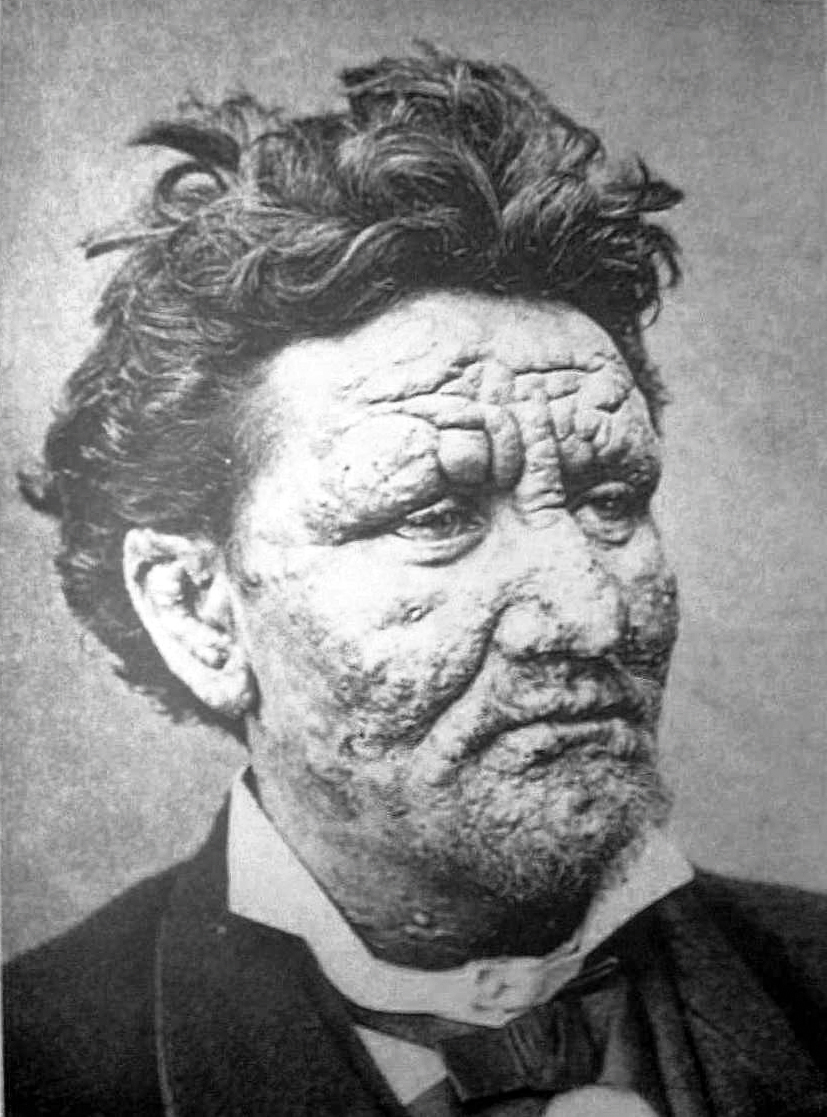
19世纪一位24岁的患者

主要伤害皮肤、黏膜和周围神经，也能侵害深层组织和器官。在世界范围内流行很广，估计约有病人约一千万人左右。他们主要分布于亚洲、非洲及拉丁美洲。麻風病按五級分類法分為：結核樣型麻瘋（TT）、界線類偏結核樣型麻風（BT）、中間界線類麻風（BB）、界線類偏瘤型麻風（BL）、瘤型麻風（LL）。各類麻風病的早期階段為未定類麻風（I）。

### 結核樣型麻風（TT）
臨床上本型較多見，損害常局限於外周神經和皮膚。皮損為紅色斑疹、紅色或暗紅色斑塊，呈圓形或不規則形，邊緣清，表面乾燥無毛，有時有鱗屑，局部感覺障礙出現早且明顯。

### 界線類偏結核樣型麻風（BT）
常見皮損為斑疹、斑塊和浸潤性損害，基本特點似結核樣型，但損害多發。典型皮損中央有明顯的“空白區”，周圍常有小的衛星狀損害，周圍神經損害多發，皮損感覺障礙明顯。

### 中間界線類麻風（BB）
典型皮損為斑疹與浸潤性的雙型損害，基本皮損呈多形性和多色性。可見有特徵性的倒碟狀、靶狀或衛星狀損害。面部皮損呈蝙蝠狀者，稱“雙型面孔”。皮損大小不一，數量較多；神經損害多發，但不對稱。皮膚與神經的損害和功能障礙介於結核樣型和瘤型之間。中間界線類麻風可向結核樣型或瘤型麻風轉化。

### 界線類偏瘤型麻風（BL）
皮損有斑疹、斑塊、結節和瀰漫性浸潤等，分佈廣泛，不完全對稱，少數皮損邊緣可見。有的瀰漫性浸潤中央可見空白區。淺神經腫大，多發但不對稱。晚期患者皮損融合成片，面部深在性浸潤可形成“獅面”，鼻中隔潰瘍或鞍鼻。病變還可以侵犯內臟。

### 瘤型麻風（LL）
早期瘤型皮損多為斑疹，呈淡紅色或淺色，邊緣模糊，形小數多，分佈對稱。無明顯感覺障礙和閉汗，可有癢和蟻行感等感覺異常。病程長者可出現溫覺、痛覺遲鈍。中期瘤型可出現斑疹、瀰漫性浸潤和結節等損害，邊緣不清，表面光亮呈多汁感，分佈廣泛，局部可出現輕度淺感覺障礙。晚期瘤型麻風瀰漫性浸潤更加明顯且向深層發展，體表皮膚絕大部分都有浸潤。面部皮膚瀰漫增厚，額、顳部皮紋加深，鼻唇肥厚，耳垂肥大。四肢和軀幹廣泛深在性浸潤，有明顯的感覺障礙與閉汗。神經損害早期不明顯，摸不到神經粗大。中、晚期可出現廣泛而對稱的神經幹粗大，可導致嚴重的殘廢畸形。早期眉毛外側對稱性稀疏。隨著病程的進展，眉毛睫毛都可全部脫光。頭髮等也可逐漸脫落。黏膜損害出現早而明顯，中晚期常有淋巴結、睾丸、眼球及內臟損害。

### 未定類麻風（I）
為麻風病的早期階段，常見少量斑疹，多為淺色，少數淡紅色，邊緣清楚或不清楚，有不同程度的淺感覺障礙。

### 麻瘋反應
在麻風病的慢性過程中，麻瘋病人可突發症狀活躍，出現新皮損，伴惡寒、發熱等急性或亞急性症狀，這種變態反應性現象稱為麻風反應。

## 治療
目前，已有安全有效的藥物和方法治療麻風病。由於分枝桿菌生長極緩慢、極易產生抗藥性，嗜氧、抗酸、抗酶特性、菌體外壁堅實有臘樣夾膜包圍，感染者需長時間治療。目前藥物治療採用多重藥物合併療法（multidrug therapy，MDT)），以降低抗藥性及提高療效。一般選用氨苯碸、利福平、苯丙碸和丙硫異煙胺等對麻風病患者進行聯合化療，或採用免疫療法對病人進行治療。對麻風反應，可選用酞咪呱啶酮、腎上腺皮質素等進行治療。反應停（沙利度胺（thalidomide））為合成之麩胺酸（glutamic acid）衍生物，曾作為鎮靜及止吐劑，因會導致胎兒畸形而停用，目前發現 thalidomide 具有三大藥理作用，即癌細胞血管新生抑制作用、免疫調節作用及抗發炎等作用，應用於臨床可治療麻風病、腫瘤及免疫疾病。對麻風病患者的自身免疫症状（在抗生素杀死麻風分枝杆菌后，免疫系統攻擊死去的细菌，同時也攻擊人體自身）有治療作用。接種卡介苗亦有一定預防作用。

## 易感人群
麻風分枝桿菌主要是通過破損的皮膚和呼吸道進入人體。麻風病人是本病的主要傳染源。
另外，犰狳是目前已知除人類以外唯一有可能攜帶痲風桿菌的動物。
人類對麻風分枝桿菌的易感性很不一致，一般兒童較成人易感，而病例多為20歲以上的成人，男性病例多於女性病例。

## 著名的麻风病人
- 摩西的姊姊米利暗（民數記12）
- 鲍德温四世：耶路撒冷王國國王
- 大谷吉繼：日本戰國時代關原之戰西軍參戰將領
- 王粲：建安七子之一

## 著名相關故事
- 《夜雨秋灯录》中的《麻疯女邱丽玉》
- 砂之器
- 杰克伦敦的短篇小说《有麻风病的顾劳》
- 维多利亚·希斯洛普小说《岛》
- 福爾摩斯探案中的苍白的士兵探案（福尔摩斯档案簿）
- 威廉·萨默赛特·毛姆的小说《月亮和六便士》
- 頂坡角上的家（大愛劇場）
- 1959年電影賓虛
- 2015年電影戀戀銅鑼燒
- 遠藤周作的《海與毒藥 遠藤周作中短篇小說集中》的〈雜樹林中的醫院〉篇

## 中国麻风病防治工现状
中国42个县（市）的患病率仍大于WHO定义成为公共卫生问题指标的0.01‰；2023年，全国新增病例158例，发病率为0.0112%（每10万人），死亡0例。
2001-2007年，全国年麻风现症病人数保持续持在6500例左右，年新发现麻风病人1600余例，发现率没有下降趋势，病人主要分布在云、贵、川、藏，湘等经济欠发达，交通不便，防治工作起步较晚的西南边远和民族地区，且90%的患者分布在农村；儿童病例比例维持在2.1%-3.2%；ROMAN II级畸残率为21.0%-23.5%，多菌型比达84%~58%，两项指标保持较高水平。2006年上海市发现的8病例病人中就有7例为迁入人口。
现有麻风病治愈存活者约21万名，其中约10万名存在不同类型的可见畸残；约2万名治愈残老者滞留在麻风院（村）内，他们平均65岁以上，其中平均64%有手、足、眼部的可见畸形或残疾，江苏等省麻风麻风院（村）内残疾率达85%以上，他们中的半数以上人员生活不能自理。